# Jean-Daniel Nicoud
Pour les articles homonymes, voir Nicoud.
Jean-Daniel Nicoud, né le 31 août 1938 à Bonvillars, est un informaticien suisse, inventeur de la première souris optique et de la norme CALM Common Assembly Language for Microprocessors.

## Biographie
Jean-Daniel Nicoud obtient un diplôme en physique à l'École polytechnique fédérale de Lausanne (EPFL) en 1963. Vers 1965, il s'intéresse aux systèmes logiques. Il mène des études sur ce sujet et obtient un doctorat en 1970 par la soumission de sa thèse Algoritmes et systèmes logiques spécialisés pour la conversion de codes dirigée par le professeur Daniel Mange. En 1973, il devient professeur. À Lausanne, il participe à la création des premiers pavillons contenant des ordinateurs de 10 mètres sur 5. Avec l'arrivée des mini-ordinateurs dès 1970, l'attention de Jean-Daniel Nicoud s'est porté ad infinitum sur la miniaturisation informatique.
De 1976 à 1978, il occupe en parallèle la fonction de rédacteur en chef de la revue MicroScope.
Il dirige ensuite son premier laboratoire, le laboratoire des calculatrices digitales, qui devient dès 1980 le Laboratoire de Micro-Informatique (LAMI),. Avec l'arrivée des microprocessesurs, il y développe l'ordinateur personnel Smaky. En 1974, il part 5 mois aux États-Unis travailler pour DEC, où il produit une variante du Smaky 4. Puis, il revient à l'EPFL, à la tête du laboratoire des calculatrices digitales. Il dirige alors plusieurs thèses de doctorats. En 1971, il voit une souris aux États-Unis. À son retour, son ami Niklaus Wirth lui en demande plusieurs, alors Jean-Daniel Nicoud en produit 50. Sun Microsystem s'est intéressé à la souris de Nicoud. Logitech a assuré la distribution des souris Nicoud, puis la fabrication.
À partir de 1993, il travaille sur un projet de robot démineur. Il y consacre un budget de 1 million de dollars, sans résultats.
Le 6 juin 2000, Jean-Daniel Nicoud prend officiellement sa retraite. Il lègue le LAMI au professeur Paolo Ienne, dont il a été le directeur de thèse, qui en fera le laboratoire d'architecture des processeurs (LAP).

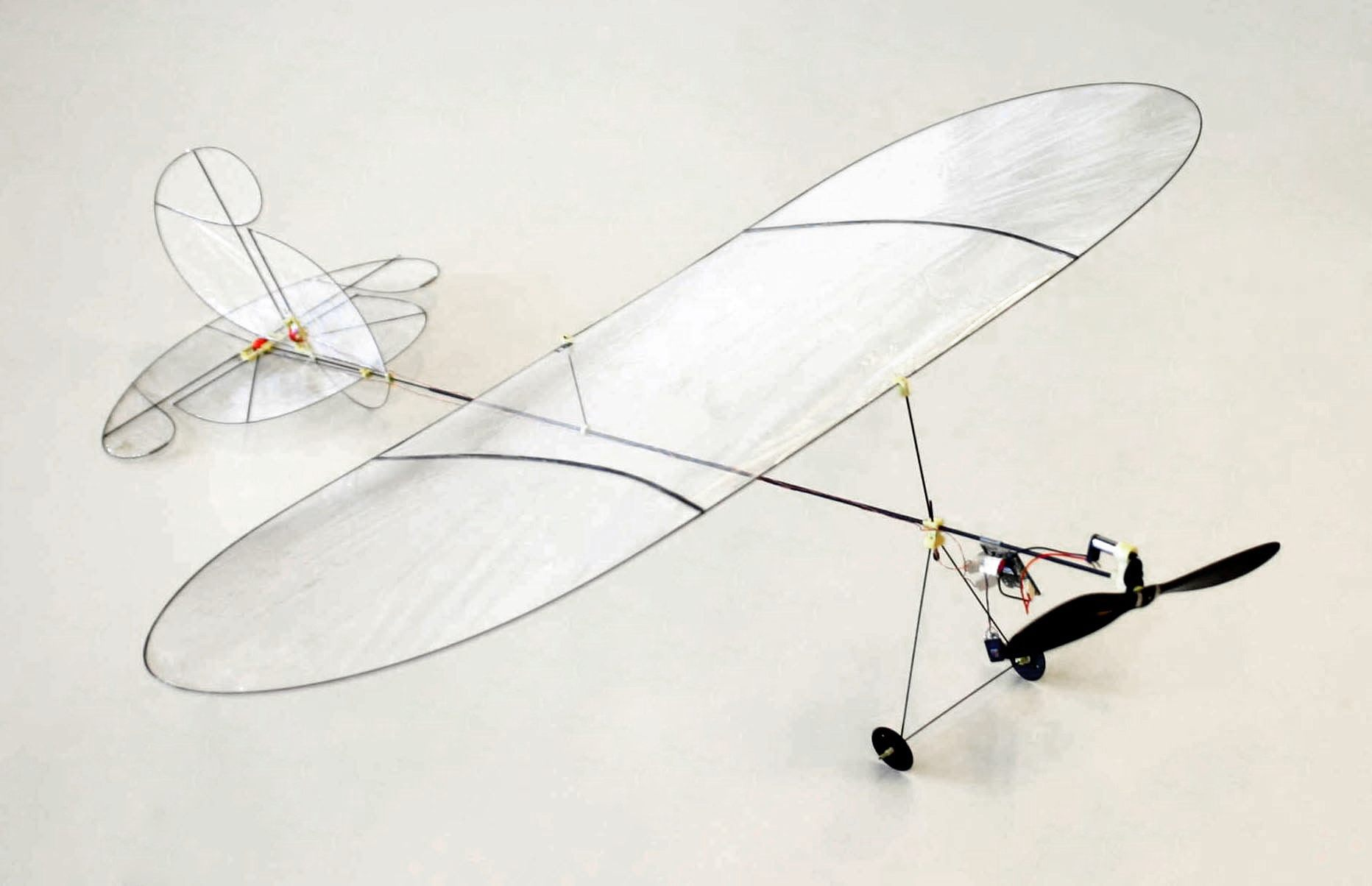
L'avion-robot miniCeline de Jean-Daniel Nicoud pèse moins de 6 grammes. Il est contrôlé à distance et peut voler à l'intérieur d'un bâtiment.

Après sa retraite, Jean-Daniel Nicoud continue ses activités dans sa société privée DIDEL, spécialisée dans la miniaturisation et l'optimisation de modèles réduits d'avions. Le robot mobile Khepera a aussi été développé au LAMI.
Les Smaky conçus par Jean-Daniel Nicoud sont exposés au Musée Bolo de Lausanne.

### Ouvrages
- (en) Jean-Daniel Nicoud, Microprocessor interface design : digital circuits and concepts, Londres, Chapman & Hall et Masson, septembre 1991, 312 p. (ISBN 0-412-45140-9)
- (en) J.-D. Nicoud et F. Wagner, Major Microprocessors : A Unified Approach uning CALM, Amsterdam, North-Holland, 1987, 348 p. (ISBN 0-444-70116-8)
- Jean-Daniel Nicoud, Calculatrices, vol. XIV : Traité d'électricité, Amsterdam, Presses polytechniques et universitaires romandes, 1986, 376 p. (ISBN 2-88074-054-1, lire en ligne)

### Publications
- (en) Jean-Daniel Nicoud, « Basic microprocessor structure », MicroScope, no 1,‎ janvier 1976
- (en) Jean-Daniel Nicoud, « Mubus standard », MicroScope, no 2,‎ mars 1976
- (en) Jean-Daniel Nicoud, « Serial and parallel interfaces », MicroScope, no 4,‎ mars 1976
- (en) Jean-Daniel Nicoud, « Common assembly language », MicroScope, no 7,‎ février 1977
- (en) Jean-Daniel Nicoud, « TTL and CMOS gates », MicroScope, no 10,‎ octobre 1977

### Rapport technique
- (en) Jean-Daniel Nicoud, The 68000 microprocessor, Belmont, Epsitec-system, novembre 1986, 64 p.

## Citations
- « Je n'aime pas trop le C et ce genre de langages qui vous éloignent de la machine. »
- « J'aime inventer des machines qui n'existent pas. »[4]